# Coupe ASOBAL 2018-2019
Navigation
Coupe ASOBAL 2017-2018 Coupe ASOBAL 2019-2020
La Coupe ASOBAL 2018-2019 est la 29e édition de la compétition qui a eu lieu les 15 et 16 décembre 2018 à Lérida.
Elle est remportée par le FC Barcelone pour la 14e fois.

## Équipes engagées et formule
Le format de la compétition est une phase finale à 4 (demi-finale, finale) avec élimination directe. L'équipe qui remporte la compétition obtient une place qualificative pour la Ligue des champions 2019-2020.

## Résultats
|  | Demi-finales    | Demi-finales    |              |    | Finale | Finale |
|  | Demi-finales    | Demi-finales    |              |    | Finale | Finale |
|  |                 |                 |              |    |        |        |
|  |                 |                 |              |    |        |        |
|  |                 |                 |              |    |        |        |
|  | FC Barcelone    | 28              |              |    |        |        |
|  | FC Barcelone    | 28              |              |    |        |        |
|  | CB Ademar León  | 21              |              |    |        |        |
|  | CB Ademar León  | 21              | FC Barcelone | 37 |        |        |
|  |                 |                 | FC Barcelone | 37 |        |        |
|  |                 | CD Bidasoa Irún | 23           |    |        |        |
|  | CD Bidasoa Irún | CD Bidasoa Irún | 23           | 30 |        |        |
|  | CD Bidasoa Irún |                 |              | 30 |        |        |
|  | BM Granollers   | 25              |              |    |        |        |
|  | BM Granollers   | 25              |              |    |        |        |